# 深海/Brand-new color
「深海/Brand-new color」（しんかい、ブラン・ニュー・カラー）は、日本のロックバンド、Laputaの11枚目のシングル。2002年6月21日発売。発売元は日本クラウン。

## 概要
- Laputa初の両A面シングルであり、ラストシングル。
- 2001年3月リリースのミニアルバム『glitter』以降、デジタル導入による音楽性の変化が如実に表れた楽曲である[3]。
- 両曲ともオリジナルアルバムへの収録はされず、2年後にリリースされたベストアルバム『Best AL+CLIP 2000〜2004』に収録された。

## 収録曲
1. 深海
  - 作詞：aki、作曲:Kouichi
2. Brand-new color
  - 作詞：aki、作曲:Kouichi&Junji

## 収録アルバム
- 『Best AL+CLIP 2000〜2004』（#1、2）